# Andreas Nommensen
Andreas Nommensen (* 1975 in Hamburg) ist ein deutscher American-Football-Trainer und ehemaliger -Spieler.

## Laufbahn
Nommensen spielte von 1998 bis 2006 für die Hamburg Blue Devils auf der Position des Tight Ends. Er gewann mit den Teufeln in den Jahren 2001, 2002 sowie 2003 die deutsche Meisterschaft, mit Hamburg wurde er zudem 1998 Eurobowl-Sieger. Er spielte bis 2006 bei den Blue Devils, danach bei den Hamburg Eagles. Er gehörte zum Aufgebot der deutschen Nationalmannschaft bei der Weltmeisterschaft 2007.
Nommensen war bis 2008 bei den Blue Devils Mitglied des Trainerstabs, ab der 2009er Saison verstärkte er als Trainer für die Tight-End-Position die Kiel Baltic Hurricanes. Er blieb bis zum Ende der 2014er Saison in Kiel. 2015 wechselte er zu den Hamburg Huskies. Zusätzlich zu seinen Tätigkeiten auf Vereinsebene war Nommensen ab 2015 auch im Trainerstab der französischen Nationalmannschaft tätig und gewann mit der Auswahl durch einen Endspielsieg über Deutschland Gold bei den World Games 2017. Auch bei der Europameisterschaft 2018, bei der Frankreich den Titel holte, zählte Nommensen zum Trainerstab der Nationalmannschaft.
2017 ging Nommensen zu den Elmshorn Fighting Pirates und übernahm dort im Stab von Cheftrainer Jörn Maier die Koordinierung des Angriffsspiels. 2017 stieg Nommensen mit Elmshorn in die zweite Liga auf, im März 2018 wurde er vom A. Beig-Verlag bei der Sportlerehrung als „Macher des Jahres“ ausgezeichnet. 2019 trug Nommensen als Mitglied des Trainerstabs zu Elmshorns erstem Aufstieg in die höchste deutsche Spielklasse, die GFL, bei. Er verließ die Elmshorner im November 2020. 2021 übernahm er bei den Hamburg Sea Devils in der neu gegründeten europäischen Liga ELF das Amt des Angriffskoordinators. Als sich die Hamburger im Juli 2021 von Cheftrainer Ted Daisher trennten, wurde Nommensen zunächst übergangsweise und dann wenige Tage später fest dessen Nachfolger. Nommensen führte die Hamburger im ersten ELF-Spieljahr ins Endspiel, anschließend gab er das Traineramt aus persönlichen Gründen ab. Er wurde im Dezember 2021 in der Sendung Ran NFL als Kommentator von Football-Übertragungen tätig.